# Ingmar Sjöholm
Åke Rune Ingmar Sjöholm, född 15 oktober 1926 i Alfta församling i Gävleborgs län, död 12 januari 2004 i Stora Köpinge i Ystad, var en svensk arkitekt.
Sjöholm, som var son till guldsmeden Gunnar Sjöholm och Frida Öhman, avlade studentexamen i Stockholm 1945 och utexaminerades från Kungliga Tekniska högskolan 1952. Han praktiserade på Kooperativa förbundets arkitektkontor 1949–1951, var anställd hos arkitekt Sture Frölén 1952, anställdes hos arkitekt Nils Lönnroth 1953, på AB Vattenbyggnadsbyrån 1956, blev chefsarkitekt på Landskommunernas arkitektkontor i Jönköping 1959 och bedrev egen arkitektverksamhet från 1963. Han var även stadsarkitekt i Mullsjö och Vrigstads landskommuner. 
Sjöholm var styrelseledamot och fullmäktig i Svenska Arkitekters Riksförbund, fullmäktig i Svenska Arkitekters Riksförbunds pensionskassa och vice ordförande i Östergötlands arkitektförening. Han var huvudmedarbetare i Natur & Kulturs förlagshus i Solna 1954–1955, Kockums radhusområde i Åkarp 1958–1959 och Burlövs landskommuns generalplan 1959.